# Academiedrukker

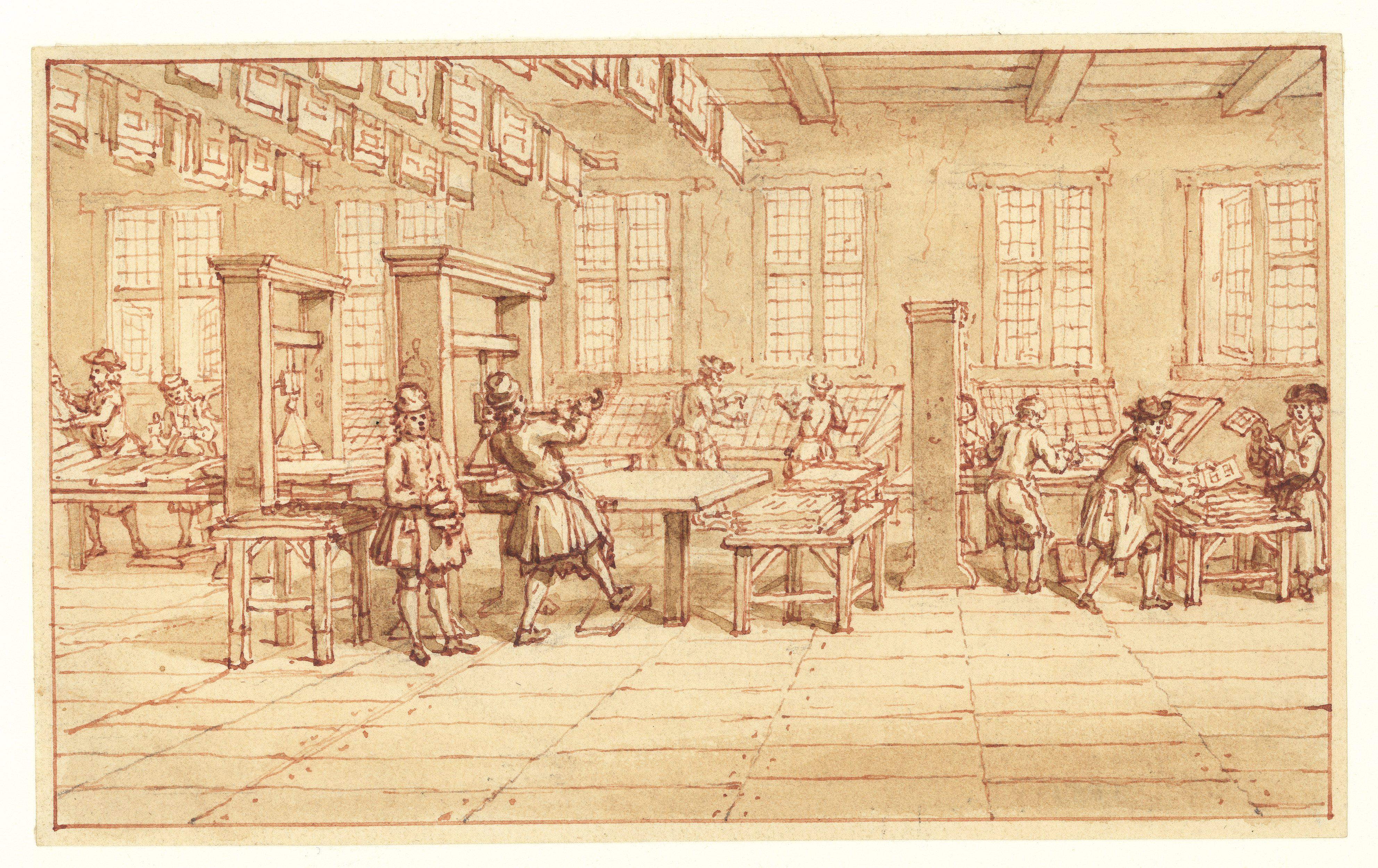
Anonieme tekening van een onbekende Leidse uitgeverij en drukkerij uit de zeventiende eeuw.

Een academiedrukker, of Academiae typographus, was een drukker met een overeenkomst met de universiteit voor de vervaardiging van (Latijnse) dissertaties, disputen en oraties.

## Geschiedenis
Tot het eind van de 16e eeuw was de productie van wetenschappelijke boeken sterk geconcentreerd in de Zuidelijke Nederlanden en in het bijzonder in Antwerpen. Voor de nieuwe universiteiten in de Noordelijke Nederlanden was het van groot belang om voor hun gespecialiseerde uitgaven te kunnen beschikken over drukkers met ervaring en voorzien van goede drukpersen en een breed assortiment drukletters. In overeenkomsten tussen de universiteiten en hun academiedrukkers staat vaak dat de drukker Griekse en Hebreeuwse letterpolissen moest bezitten. Ook werd van de drukker verwacht dat hij enige affiniteit had met de wetenschap. Het hielp dat na de herroeping van het Edict van Nantes (1685) zich veel hugenoten, waaronder uitgevers, vaklieden en vermogenden, zich vestigden in de Noordelijke Nederlanden.
De benodigde oplagen van de te drukken (Latijnse) dissertaties, disputaties en oraties waren meestal maar klein. Dat waren op zich geen lucratieve opdrachten voor de ervaren drukkers die men wilde inschakelen. De aanstelling als academiedrukker werd daarom vaak gecombineerd met die van stadsdrukker. Door een beloningssysteem dat voor een belangrijk deel bestond uit een vast bedrag onafhankelijk van de te produceren aantallen zag men kans de aanstelling niet alleen eervol maar ook lucratief te doen zijn.
Bij de Leidse universiteit werd al in 1577 Willem Silvius aangesteld als academiedrukker en bij die in Franeker in 1585 Aegidius Radaeus, oftewel Gillis van den Rade. Ook in Groningen (1614) ging men over tot de aanstelling van een academiedrukker. En bij de stichting van de Illustere Scholen in Middelburg (1611), Harderwijk (1619), Deventer (1630), Amsterdam (1632), Utrecht (1634), Den Bosch (1636), Dordrecht (1636), Breda (1640) en Nijmegen (1655) werden huisdrukkers aangesteld.
De tegenwoordig veel gebruikte aanduiding 'university press' (letterlijk universiteitsdrukkerij) heeft niets meer met een echte drukkerij te maken, maar alleen met een aan een universiteit verbonden uitgeverij.

## Academiedrukkers in Leiden
De stad Leiden had - net als de rest van de Noordelijke Nederlanden - een bescheiden geschiedenis als het ging om de boekdrukkunst. De eerste Leidse drukker was Heynricus Heynrici. Hij vervaardigde in 1483 het "Goudse kroniekje", een beknopte geschiedenis van Holland, Zeeland, Friesland en Utrecht, maar in totaal was hij slechts twee jaar actief en in die periode drukte hij niet meer dan zes boeken. Andere belangrijke drukkers waren Hugo Jansz van Woerden, die tussen 1496 en 1506 ruim 50 boeken produceerde, en Jan Seversz, die tussen 1503 en 1524 voor maar liefst 116 boeken zorgde. Na deze opleving was het weer gedaan met een serieuze boekproduktie in Leiden. Dat veranderde pas na de instelling van de eerste universiteit in de Noordelijke Nederlanden in Leiden. Een van de eerste uitdagingen was om over een bekwame Academiae Typographus te kunnen beschikken.
Het was dankzij Janus Dousa dat men er in 1577 in slaagde om de qua reputatie tweede Antwerpse drukker van die tijd binnen te halen. Willem Silvius werd aangesteld als 'typographus boeckvercoper ende drucker generael' van zowel de universiteit als het gewest Holland. Hij kreeg naast een jaarsalaris ook een flink bedrag voor de inrichting van zijn drukkerij en boekwinkel. Daarvoor moest hij alle drukwerk van de universiteit verzorgen. Toen Silvius al na twee jaar overleed zag men zelfs kans de belangrijkste drukker van Antwerpen, Christoffel Plantijn als academiedrukker naar Leiden te halen. Hij nam enkele drukpersen en lettersets mee. Ook de aanstelling van Plantijn duurde niet lang, maar hij liet zich opvolgen door zijn schoonzoon, Franciscus Raphelengius, die vanwege zijn kennis van de oosterse talen tevens tot hoogleraar Hebreeuws werd benoemd. Dankzij Raphelengius en zijn zonen werd de Leidse Officina Plantiniana de meest vooraanstaande wetenschappelijke uitgeverij van de Noordelijke Nederlanden.